# Gare de Buzy-en-Béarn
Gare de Buzy-en-Béarn – przystanek kolejowy w Buzy, w departamencie Pireneje Atlantyckie, w regionie Nowa Akwitania, we Francji.
Został otwarty w 1883 roku przez Compagnie des chemins de fer du Midi et du Canal latéral à la Garonne. Jest przystankiem kolejowy Société nationale des chemins de fer français (SNCF), obsługiwanym przez pociągi TER Aquitaine.